# Förändrat medvetandetillstånd

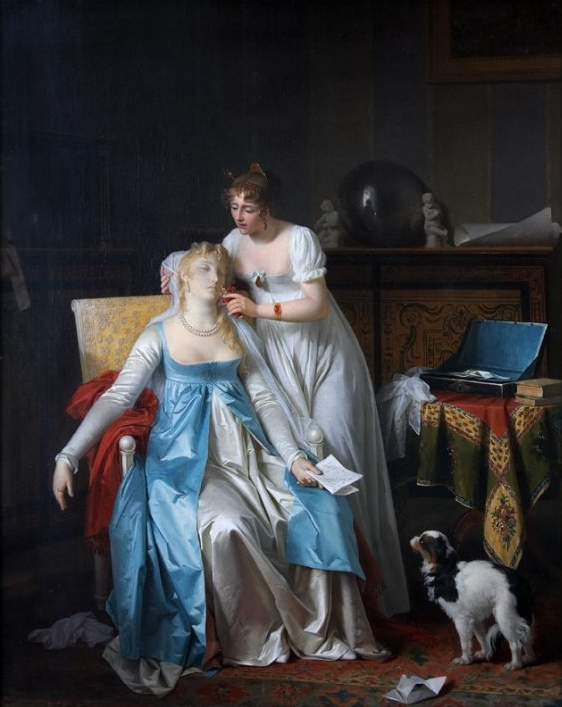
Svimning är en form av förändrat medvetandetillstånd som kan uppkomma vid chock.
"La mauvaise nouvelle" av Marguerite Gerard (1804)

Förändrat medvetandetillstånd är ett tillfälligt tillstånd av förändrad omvärldsuppfattning, mental närvaro, och självuppfattning. Medvetandetillståndet kan vara förstärkt eller vagare. Ett förändrat medvetandetillstånd beror ofta på en ovanlig upplevelse, men kan också vara ett tecken på somatiska sjukdomar, drogrus eller en psykisk störning.
Medvetandet kan förändras i den meningen att det begränsas, som vid skymningstillstånd och tunnelseende, att det nedsätts, som vid trötthet eller medvetslöshet, eller att det blir drömlikt, som under dagdrömmar.
Vid ovanliga eller oväntade upplevelser är det normalt att medvetandetillståndet förändras, med därtill hörande förändrade emotionella upplevelser, perceptioner och kognitiva reaktioner. Vid fara är det vanligt att medvetandet fokuseras på faran och att medvetandet därmed intensifieras. Vid chock kan däremot medvetandet fördunklas, och personen kan därefter hamna i medvetslöshet, en extrem form av förändrat medvetandetillstånd, eller drabbas av transtillstånd. Även positiva upplevelser kan förändra medvetandetillståndet; till exempel kan förälskelse leda till förstärkt omvärldsuppfattning.
Medvetandetillståndet kan också förändras till följd av skador eller sjukdomar i hjärnan eller systemiska sjukdomar som påverkar centrala nervsystemet. Det är vanligt vid feber, insulinproblem (diabetes eller hypoglykemi), migrän, epilepsi, hjärnskakning, stroke eller syrebrist. Det är ett ofta eftersträvat tillstånd vid intag av psykoaktiva substanser att antingen intensifiera medvetandet eller att därav bli mentalt avdomnad eller försjunken. 
Det är inte ovanligt med förändrade medvetandetillstånd vid psykiska problem eller sjukdomar. Såsom dissociation är det ett huvudsymtom vid dissociativa störningar, men allvarliga förändringar i medvetandetillstånd förekommer också vid olika former av schizofreni med mera.
I olika religioner anses förändrade medvetandetillstånd vara en vanlig upplevelse vid mystiska upplevelser, till exempel i form av extrasensorisk perception. Andra varianter inbegriper hypnos, näradödenupplevelser och ut-ur-kroppenupplevelser.